# Eutelia glauca
Eutelia glauca is een vlinder uit de familie van de Euteliidae. De wetenschappelijke naam van de soort is voor het eerst geldig gepubliceerd in 1928 door Prout.